# Kerncondities van de hulpverlening
Onder de Kerncondities van de hulpverlening worden houdingen, dimensies, vaardigheden verstaan, die, wanneer een cliënt ze opmerkt bij zijn psychotherapeut, de therapie sterk zullen bevorderen. Het zijn dus aspecifieke factoren.
Hoewel deze eigenschappen door Carl Rogers beschreven zijn als vereisten voor zijn cliëntgerichte therapie zullen ook andere hulpverleners er baat bij hebben, zoals leerkrachten, pastores, verpleegkundigen, fysiotherapeuten enzovoorts.
De kerncondities zijn:
1. Echtheid (authenticity, genuineness, self-congrence).

Hieronder wordt verstaan, dat de therapeut zich bewust is van zijn gevoelens, gedachten en houding. De cliënt heeft er baat bij iemand te ontmoeten die onbevangen zichzelf weet te zijn.
1. Onvoorwaardelijke, accepterende warmte (nonpossessive warmth; unconditional positive regard).

De cliënt verlangt in gesprek te komen met iemand die begrip kan opbrengen voor wat hij beleeft, ongeacht wat voor emoties of ideeën de cliënt heeft. Die de cliënt accepteert als mens, ook als hij het helemaal niet met hem eens is.
1. Empathie (Accurate Empathy).

De cliënt heeft er baat bij dat zijn gesprekspartner laat merken dat hij zich in hem verplaatst en tracht te helpen.

## Modellen bij verlenen zorg
- 4 K-model
- Empathisch directieve benadering
- Steun, Stress, Kracht en Kwetsbaarheid model
- Millon model
- Holistische mensvisie